# Oroperipatus belli
Oroperipatus belli är en klomaskart som först beskrevs av Eugène Louis Bouvier 1904.  Oroperipatus belli ingår i släktet Oroperipatus och familjen Peripatidae. Inga underarter finns listade i Catalogue of Life.